# KOI-4878.01
KOI-4878.01 е непотвърдена екзопланета с размерите на Земята. Планетата е в орбита около жълтото джудже KOI-4878, разположено на около 1075 светлинни години от Земята. Тъй като звездата е малко по-голяма и по-ярка от Слънцето, KOI-4878.01 е с малко по-далечна орбита от земната и прави пълна обиколка около нея за около 449 дни. Радиусът на KOI-4878.01 е приблизително 1,04 пъти по-голям от земният. Ако съществуването на KOI-4878.01 бъде потвърдено, тя ще бъде най-подобната на Земята позната екзопланета, с индекс на подобие на Земята от 0,98, или с други думи – на 98% сходна с нашата планета. Съществуването ѝ все още не е потвърдено, но космическият телескоп „Кеплер“ вече е регистрирал 4 възможни транзита на планетата.

## Звезда
KOI-4878.01 обикаля около звездата KOI-4878. Тази звезда е по-малко масивна от Слънцето, има 5% по-голям радиус от слънчевият и е по-гореща (около 6031 K).

## Условия и климат
Металичността на KOI-4878 е висока, което прави присъствието на тежки елементи в планетарната система възможно. При определена плътност скалистата планета има състав, подобен на този на планетите от Слънчевата система. Друго нещо, което прави KOI-4878.01 сходна със Земята, е орбиталният период. Той елиминира възможността за синхронно въртене, което може да се случи при звездна система, където звездата е с ниска маса, например червено джудже.
Масата на планетата е равна на 99% от тази на Земята, но поради по-ниската си плътност тя би имала 1,04 пъти по-голям радиус от земния. Средната температура на KOI-4878.01 е около -16,5 °C, а ако има атмосфера, подобна на земната, тя би била около 17,85 °C.
Елементите водород и кислород са много често срещани във Вселената, така че има голям шанс те да присъстват на повечето планети, поне в ранните етапи от тяхното формиране. Този факт, заедно със средната температура, теглото и размерът на KOI-4878.01, прави присъствието на вода на повърхността ѝ много вероятно. Това, че плътността на планетата е по-ниска от земната се дължи на излишната вода в нейната кора и е възможно на KOI-4878.01 да има повече вода, отколкото на Земята, или дори да е океанска планета.